# Konstantinos Demertzis

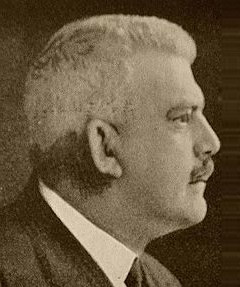
Konstantinos Demertzis

Konstantinos Demertzis (Grieks: Κωνσταντίνος Δεμερτζής) (Athene, 7 november 1876 - aldaar, 12 april 1936) was een Grieks politicus en eerste minister.

## Levensloop
Demertzis volgde een studie in de rechtswetenschappen aan de Universiteit van Athene en aan de Ludwig Maximilians-Universiteit in München. In 1928 werd hij tot professor familierecht aan de faculteit rechtswetenschappen benoemd aan de Universiteit van Athene.
In 1910 begon hij zijn politieke loopbaan toen hij verkozen werd tot lid van het Parlement van Griekenland. In 1924 stichtte hij de Verenigde Vooruitgangspartij (EPK).
Op 30 november 1935 werd hij premier van Griekenland. Dit mandaat vervulde hij tot op 12 april 1936, de dag dat hij aan een hartinfarct overleed. Hij combineerde het mandaat van premier met de ministerschappen Buitenlandse Zaken, Oorlog en Marine.
- Bibliothèque nationale de France: cb16214986j (data)
- Gemeinsame Normdatei: 1157804764
- International Standard Name Identifier: 0000 0000 5305 9613
- Library of Congress Control Number: nr96039425
- Virtual International Authority File: 39279221
- WorldCat: E39PBJwth8Ddv4tYCj98BqdqQq